# Непосилната лекота на битието (филм)
„Непосилната лекота на битието“ (на английски: The Unbearable Lightness of Being) е американски пълнометражен филм на режисьора Филип Кауфман, базиран на едноименния роман на Милан Кундера (на чешки: Milan Kundera). Действието се развива в Чехословакия през 1968 г., когато СССР и съюзниците от Организацията на Варшавския договор окупират страната. Лентата проследява влиянието на тези събития върху артистичния и интелектуален живот на обществото, през погледа на мозъчния хирург Томаш и двете жени, с които той има афера.

## Сюжет
Томаш (Даниъл Дей-Люис) е един от най-добрите мозъчни хирурзи в комунистическа Чехословакия, харизматичен, разведен мъж, воден от непреодолимото желание да покорява различни жени и да открива у тях микроскопичните, почти невидими нюанси. Той има свободна интимна връзка с красивата художничка Сабина (Лена Улин), с която споделят удовлетвореността от „лекотата“ и неангажираността на връзката си.
Поради заболяване на колега, Томаш е изпратен в санаториум, в малко провинциално градче, за да извърши специализирана операция. Там той среща плахата и свита Тереза Жулиет Бинош, която работи като сервитьорка, и неочаквано и за самия себе си се влюбва. Тереза, жадна за интелектуални контакти, също се влюбва в доктора и решава да го последва в Прага, нанасяйки се в дома и живота му.
Тереза започва работа като фотограф, която Сабина ѝ намира по молба на Томаш. Въпреки че живеят заедно хирургът не може да прекрати аферите си с различни жени и крехката Тереза започва да „боледува“ от тези залитания, непрестанното ѝ безпокойствието се проявява в ужасяващи сънища и бълнувания. За да я успокои Томаш се жени за нея. Церемонията протича скромно и безшумно, в тесен кръг. Кум на младоженците е ексцентричният пациент на Томаш – Павел. Взимат си куче, което кръщават Каренин.
Започва окупацията на Чехословакия. Войски от пет държави членки на Варшавския договор нахлуват в Прага. По улиците и площадите размахват юмруци войници, танковете са навсякъде. Томаш и Тереза активно участват в демонстрации и протести, Тереза успява да заснеме стотици кадри на полуразрушени сгради, трупове, провокативни момичета, съблазняващи съветските войници. Тереза снима, понякога с риск за живота си. С настъпването на Пражките събития се променят и животите на героите-и тримата бягат в Женева, първо Сабина, а после, с известно колебание, Тереза и Томаш.
Там Сабина среща семейния университетски професор Франц, с когото започва любовна връзка, но когато един ден той идва в ателието ѝ, за да ѝ съобщи, че е изоставил жена си, Сабина не може да понесе емоционалната тежест, която той ѝ стоварва и го напуска. Междувременно двете жени стават близки приятелки, като между тях се прокрадва и доза сексуално привличане.
Тереза пожелава да се махнат от Прага не само заради окупацията, но и за да отдалечи Томаш от безразборните му сексуални афери, ала след като разбира, че той не може да бъде само неин, взима Каренин и багажа си и се връща в Прага. Томаш е силно разтроен, чувства, че не може да живее без Тереза и също заминава за Прага. На границата паспортът му бива отнет, като по този начин остава заклещен в Прага. С Тереза се събират.
Томаш смята да се върне в болницата, но се оказва, че това може да стане при някои условия. Преди окупацията той е написал язвителна статия, осъждаща комунистическите лидери, правейки сравнение с Едип, който след като осъзнал вината си, си избол очите. Статията се оказва прекалено неудобна и провокативна за властта и режимът изисква от доктора да подпише декларация, с която да потвърди, че не е обзет от антикомунистически настроения. Той отказва и попада в черния списък – не му се позволява да практикува. Става мияч и все по-често започва да повтаря своето „Свали си дрехите“ на скучаещи домакини, чийто прозорци търка.
Тереза работи като барманка когато се запознава с видимо заинтригуван от нея инженер. За да провери дали и тя е способна като Томаш, да прави любов без любов, отива в малката му квартира и се оставя на ласките на инженера, ала после си внушава, че инженерът всъщност не е инженер, а таен агент, който събира доноси за нея и Томаш и се опитва да се самоубие. За щастие Томаш я спасява.
След всичко това Тереза убеждава любимия си да напуснат Прага и да се установят на село. Отиват при кума им, пациентът на Томаш и заживяват идилично, далеч от политически интриги.
Сабина се е преместила в Щатите и се е отдала на бохемски живот, когато неочаквано получава писмо, което съобщава, че след като са били на танци в селцето, спирачките на колата на Томаш и Тереза са отказали и те са мъртви. Сабина е шокирана. Томаш и Тереза щастливи, защото тяхната лекота вече не е непосилна.

## В ролите
- Даниъл Дей-Люис Томаш
- Жулиет Бинош Тереза
- Лена Улин Сабина
- Дерек де Линт Франц
- Ерланд Йозефсон Посланика
- Павел Ландовски Павел
- Доналд Мофат Завеждащ хирургията
- Томаш Боркови Жири
- Даниел Олбрихски as Interior Ministry Official
- Стелан Скарсгард инженерът
- Брус Маерс – чешкият редактор
- Павел Слаби Племенникът на Павел
- Паскал Каленски – медицицинска сестра
- Жак Сирон – мениджър на швейцарския ресторант
- Анн Лонберг – швейцарската фотографка
- Кловис Корнияк – момчето в бара

## За романа
„Непосилната лекота на битието“ е един от най-провокативните романи на Милан Кундера. Книгата е написана през 1982 г., но публикувана две години по-късно, на френски език със заглавие L'Insoutenable légèreté de l'être. Оригиналният текст на чешки излиза на следващата година.
Oще в началото на романа авторът задава философската идея на Фридрих Ницше, плашеща и объркваща, касаеща се до цялото човечество. Идеята за „вечното завръщане“ се проявява постоянно и е част от характерите и мисленето на героите. Това приковава читателското внимание, кара го да следи героите неотлъчно през всичките им терзания, лутания, битки. Тази философия може да бъде свързана с въпроса за смисъла на самия живот и кара читателят да обърне поглед и към себе си.
„Лекотата“ на битието се състои в това, че живеенето няма чернова, всеки човек има да живее само един живот, който се случва веднъж и никога повече. Ницше вярвал, че „лекотата“ може да е огромно бреме или полза, в зависимост от индивида.
В романа теорията на Ницше е обвързана с немската поговорка Einmal ist keinmal – Онова, което се случва само веднъж, все едно никога не се е случвало. Авторът слага в устата на Томаш твърдението, че „Ако имаме само един живот да живеем, то по-добре да не живеем изобщо“, че няма смисъл да търсим правилното решение, защото нямаме база за сравнение.
„Непосилната лекота на битието“ по-скоро задава въпроси, от колкото да дава отговори, но в това философско лутане, човешкото същество може да открие истина за същността на самото живеене.

## Продукция
Филмът е американска продукция, но включва европейски актьори – Даниъл Дей-Люис (Англия), Жулиет Бинош (Франция), Лена Олин и Стелан Скарсгард (Швеция), Павел Ландовски (Чехия и Дания). Филмът е заснет предимно във Франция, но успява да създаде атмосферата, търсена по сценарии. Сцените с навлизането на съветските войски са смесица между архивни кадри и сцени, които екипът заснема в Лион. Снимат също и в Швейцария, САЩ, Женева, Сан Франциско, Калифорния.

## Адаптация
Милан Кундера участва активно като съветник по лентата, макар и името му да не присъства в списъка. В чешкото издание на книгата, той пише, че филмът има много малко общо с героите и характерите им и не е успял да улови духа на романа. Това е и единственият опит за адаптация на този автор. След него той не желае нито едно негово произведение да бъде адаптирано.
Споровете от стана на критиците за това дали филмът е успял или не да улови атмосферата в книгата са много. Едно от предложенията по спора е на Катрис Патрик и то е, че може би филмът не бива да бъде гледан непременно като адаптация на роман, а като произведение, вдъхновено от романа.

## Номинации и награди
През 1989 г., Филмовата академия на САЩ е номинира лентата в две категории – най-добър сценарий (Жан-Клод Кариер, Филип Кауфман) и кинематография (Свен Никвист), който е номиниран и от обществото на кинематографите, САЩ. Същата година филмът е номиниран и за Златен глобус за най-добра женска поддържаща роля на Лена Олин и технически ефекти и др.
Асоциацията на филмовите критици, Бостън дава награда за най-добър актьор на Даниъл Дей-Люис и за операторско майсторство на Свен Никвист, който печели
награда и от Independet spirit awards и др.
Филмът има награда за най-добър филм и режисьор NSFC, влиза в топ 10 на NBR award
Филмът има общо 7 победи и 11 номинации, освен оскарите.

## Музика
Музиката във филма е дело на Марк Адлър. Марта Кубисова пее Hey Jude на чешки.